# Cot Teungkuni
Cot Teungkuni är en kulle i Indonesien.   Den ligger i provinsen Aceh, i den västra delen av landet, 1 700 km nordväst om huvudstaden Jakarta. Toppen på Cot Teungkuni är 30 meter över havet.
Terrängen runt Cot Teungkuni är platt. Havet är nära Cot Teungkuni åt nordväst.Runt Cot Teungkuni är det tätbefolkat, med 319 invånare per kvadratkilometer. Trakten runt Cot Teungkuni består till största delen av jordbruksmark.